# Спасо-Преображенский монастырь (Казань)
Спасо-Преображенский монастырь — недействующий православный монастырь в юго-западной части Казанского кремля. Основан в 1556 году архимандритом Варсонофием. Памятник русской архитектуры XVI—XIX веков.
По статусу и значимости в Казанской епархии занимал второе место после Успенского Свияжского монастыря.
В ранних источниках монастырь именуется по-разному — Спасским, Преображенским, со временем название Спасо-Преображенский закрепилось, хотя нередко монастырь упоминается как Спасский и в поздних источниках.
Монастырь располагался на небольшой территории (менее 1 га, согласно писцовым книгам «в длину сорок одна сажень, а поперёк двадцать шесть сажень»), ограниченной с юга и запада пряслами кремлёвской стены между Спасской, Юго-западной и проездной Преображенской (первоначально Сергиевской по близлежащей церкви) башнями. С востока от главной кремлёвской улицы монастырь отделяла кирпичная ограда, доходившая до храма Киприана и Иустинии, который со временем был приписан к монастырю.

## История

### XVI век

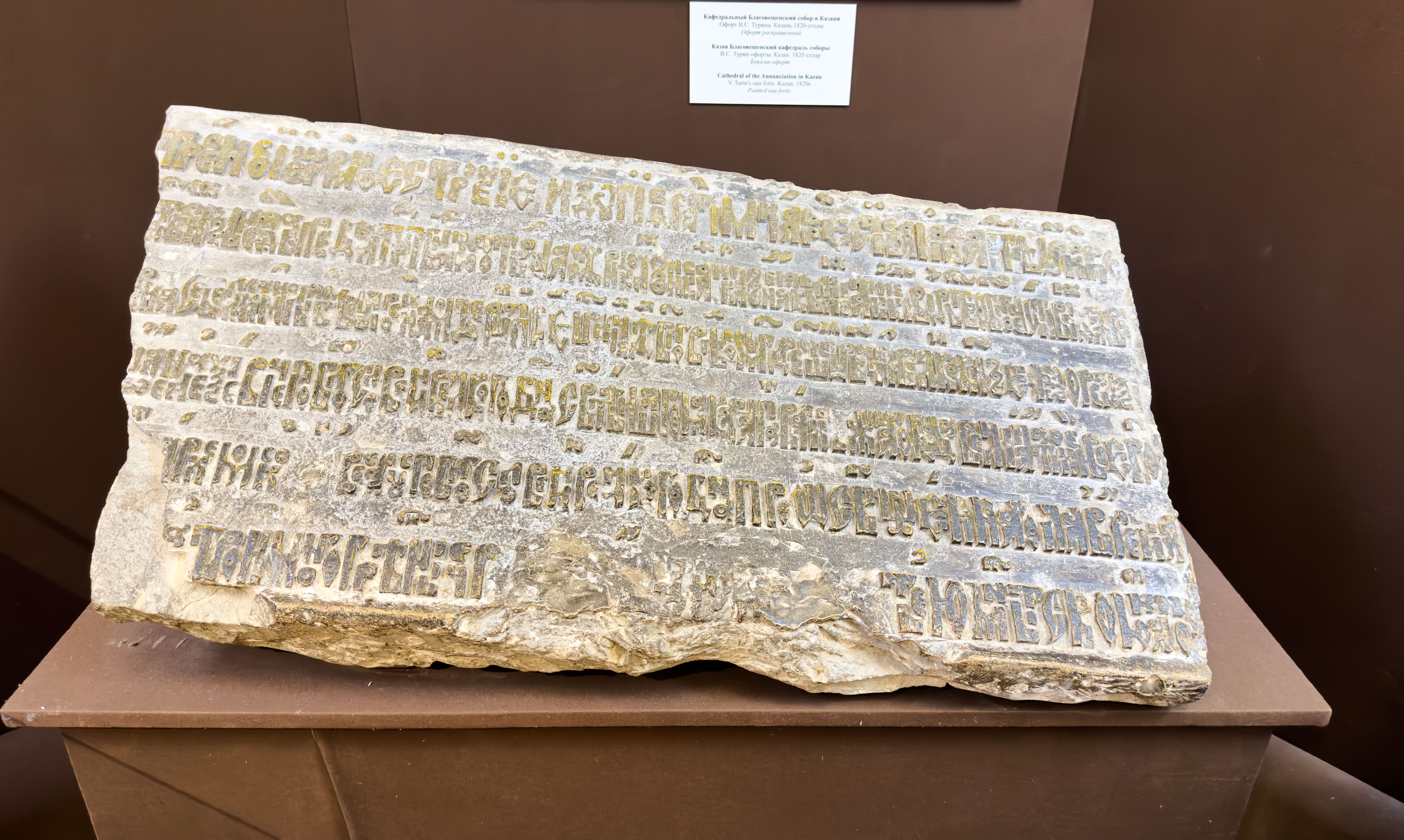
Памятная плита о закладе ограды Спасо-Преображенского монастыря (Национальный музей Республики Татарстан)

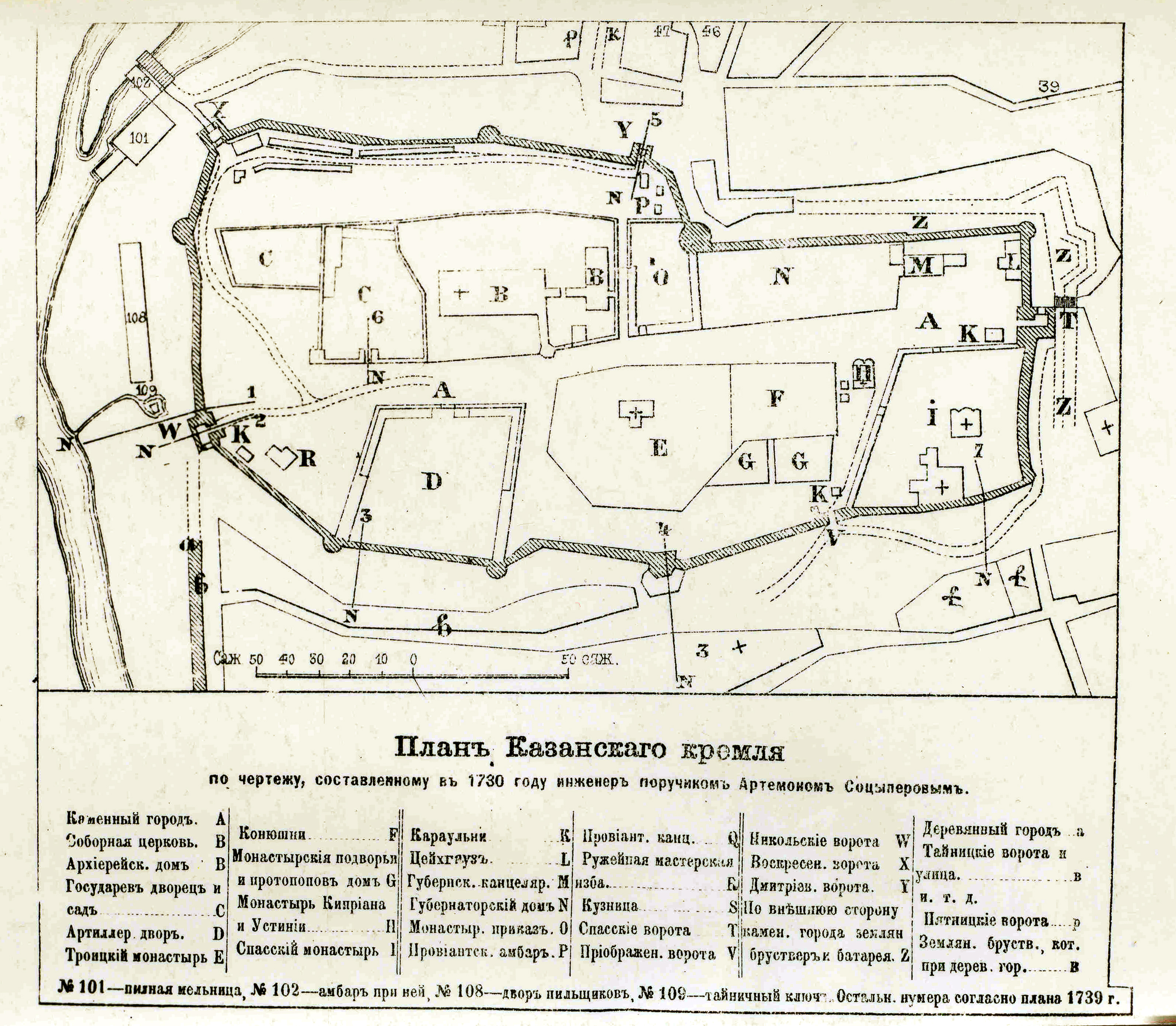
План Казанского кремля 1730 года. Литерой I обозначен Спасо-Преображенский монастырь

Основатель монастыря Варсонофий (в миру Иоанн) в молодости провёл несколько лет в плену у крымских татар и свободно владел татарским языком, что и способствовало его переводу в Казань. Вместе с Варсонофием в Казань прибыли и другие насельники Николо-Пешношского монастыря: Тихон, Феодорит, Иов, Андроник, Сильвестр, а также инок Андроникова монастыря (где Варсонофий принял постриг) Симеон.
Первоначально монастырь имел две деревянные церкви — Преображенскую, построенную на каменном фундаменте с каменным же подклетом, и Николы Ратного, которая уже в 1560-е годах была возведена в камне. Церковь Николы Ратного построена одновременно с нижним ярусом Спасской башни из того же волжского известняка. Храм представлял собой небольшую, «13 на 13 шагов», двухэтажную квадратную в плане церковь с длинной трапезной с западной стороны и полукруглым алтарным выступом с восточной, по архитектурным формам это был типичный новгородский одноглавый храм «на четыре фронтона», как, например, Церковь Спаса Преображения на Ильине улице. На первом этаже размещалась хлебня и просфорня.
В 1567 году, когда была составлена первая казанская писцовая книга, Никольский храм был уже освящён и украшен множеством икон.
Незадолго до кончины, в деревянном Преображенском соборе монастыря принял постриг в великую схиму первый казанский архиепископ Гурий. Святой Гурий был похоронен 5 декабря 1563 года за алтарём Преображенского собора, его могила стала первой на погосте Спасо-Преображенского монастыря. В последующие четыре столетия на Спасском некрополе обрели покой многие знаменитые казанцы: священники и профессора Казанской Духовной академии, купцы и военные, чиновники.
Над могилой святителя усердием боярина Ивана Елизаровича Застолбского, ученика и сподвижника архиепископа Гурия, была сооружена «каменная клеть» (вскоре здесь был похоронен сын Ивана Елизаровича, монах Нектарий, скончавшийся в молодых годах, а позднее и сам боярин Иоанн, в иночестве Иона). После 12 лет трудов в монастыре архимандрит Варсонофий был назначен епископом в Тверь. В 1571 году святитель Варсонофий возвратился в Казань и поселился на покое в основанной им обители. 11 апреля 1576 года основатель Спасо-Преображенского монастыря скончался в возрасте 81 года и был погребён в «клети» рядом со святым Гурием.
В 1579 году Казань опустошил сильный пожар, в результате чего сгорела деревянная Преображенская церковь. Тогда же была обретена Казанская икона Богородицы. В 1586 году на пепелище был заложен новый каменный шестистолпный пятиглавый Преображенский собор с тремя алтарными апсидами, размерами и красотой не уступавший кафедральному Благовещенскому собору. Новый храм строился на более раннем каменном подклете деревянного храма, который чудом сохранился до наших дней и сходен с нижним храмом Благовещенского собора. В 1595 году при его строительстве устроенную Застолбским клеть пришлось сломать и тогда же, 4 октября 1595 года, казанским митрополитом Гермогеном (впоследствии патриархом всея Руси) были обретены мощи святых Гурия и Варсонофия, которые затем перенесли в Преображенский собор.
Для останков иноков Ионы и Нектария перед алтарём нового Преображенского собора была сооружена небольшая каменная «пещерка» размером «25 на 15 четвертей» (5 на 4 метра) с каменным сводом, свет в которую проникал через пять узких продолговатых окон с коваными решётками. Вход в неё был углублён в землю на четыре ступени.
Позднее в «пещерке» нашли упокоение греческий иерарх Епифаний, архиепископ Иерусалима, в 1614 году — казанский митрополит Ефрем, венчавший на царство в 1613 году первого царя из дома Романовых Михаила Фёдоровича, настоятели Спасо-Преображенского монастыря архимандриты Сергий (1608—1613) и Еремей (1628—1629), греческий епископ Арсений (1706 г.), по левую сторону в специально устроенной часовне в 1740 года был похоронен ближайший родственник кахетинского царя Теймураза князь И. Е Багратион-Давидов, проживавший в Казани по указу императрицы Анны Иоановны.

### XVII век
Монастырь, прославленный казанскими святыми, вскоре стал одним из значимых центров паломничества в Поволжье. В начале семнадцатого века в число братии Спасо-Преображенского монастыря поступил постриженник московского Чудова монастыря Филарет, впоследствии основавший Раифской монастырь в окрестностях Казани.
С кремлёвским Спасским монастырём также связана судьба основателя Седмиезерной пустыни святого Евфимия. В 1627 году схимонах Евфимий был вызван Казанским архиепископом в Спасо-Преображенский монастырь, где и скончался.
В 1630 году митрополит Казанский и Свияжский Матвей перенёс мощи Святого Гурия из Спасо-Преображенского монастыря в кафедральный Благовещенский собор. В 1670-х годах в монастыре был построен новый каменный двухэтажный братский корпус. В XVII веке был перестроен в кирпиче второй этаж церкви Николы Ратного и перекрыт коробовым сводом; с севера к трапезной части храма пристроен игуменский дом.
По сведениям, которые приводит Н. П. Загоскин, в конце XVII века окружающая монастырь с северной и восточной сторон ограда имела две надвратных церкви, о чём имелась высеченная над входом надпись: «Лета 1670 построено сие оградное строение и другия врата монастырские, а на вратах церковь Пресвятыя Богородицы положения Честныя ризы; да в приделе чудотворца Макария Калязинского…». Эти надвратные храма были упразднены в XIX веке, возможно, из-за пожаров.
В 1672 году настоятелем в Казанский Спасо-Преображенский монастырь был назначен отец Иосиф, который ранее управлял Соловецким монастырём, но из-за конфликта с командиром стрельцов стряпчим Игнатием Волоховым, во время Соловецкого восстания, был снят с должности.

### XVIII век

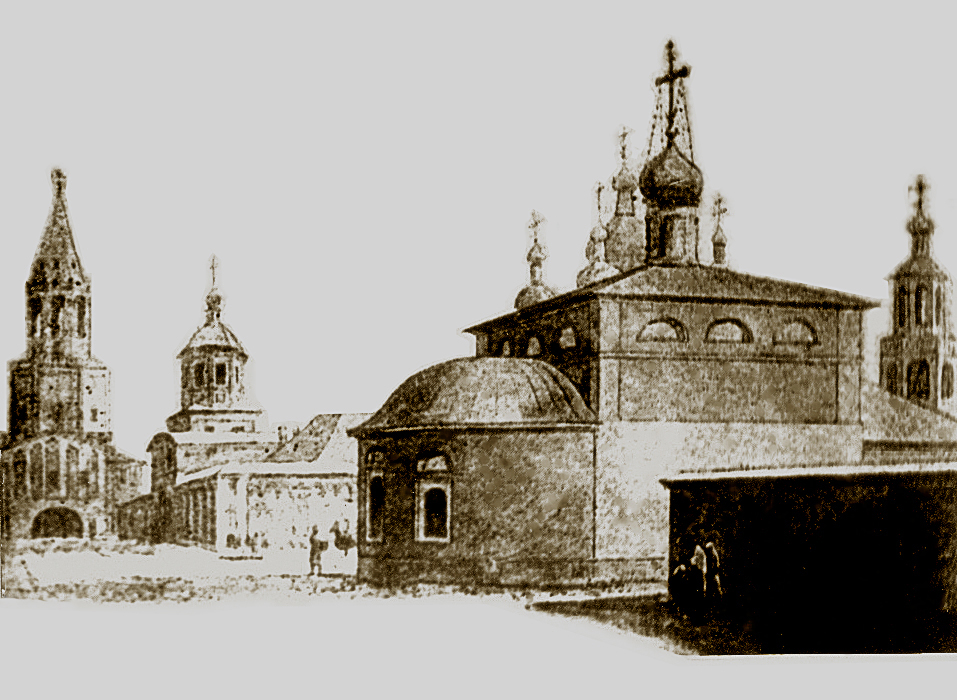
Справа — старая колокольня. Между Спасской башней и ц. Киприана и Иустинии, на северной монастырской стене — надвратная церковь XVII века (на месте колокольни XIX века). Рисунок 18 (?) века.

В XVIII веке к северной и южной стенам Преображенского собора были пристроены галереи: с юга — сводчатое гульбище на уровне нижнего яруса собора, с севера — двухэтажные галереи: нижний этаж имел крестовые своды, опиравшиеся на большие белокаменные пяты трапециевидной формы. Второй этаж галереи служил коридором, соединявшим собор с домом настоятеля и церковью Николы Ратного. С восточной стороны галереи имели большое парадное крыльцо. Также в XVIII веке к братскому корпусу пристроен казначейский дом. В 1730 году в монастыре была освящена церковь великомученицы Варвары.
В XVIII веке в монастыре также существовала церковь преподобного Сампсона Странноприимца. Точная дата постройки неизвестна, фундамент храма изучен археологической экспедицией «Казанский Кремль».
В середине XVIII века архимандрит Феофил Игнатович приподнял стены Преображенского собора, вместо старинных глав на бочкообразной кровле поставил новые — «на железных дугах» и впервые покрыл церковь железом (возможно вследствие одного из пожаров). Представитель Сената А. И. Свечин, посетивший город в 1763 году в связи с проблемами в Казанском адмиралтействе, отмечал, что Спасский монастырь имеет «внутреннее и наружное великолепное украшение немалой величины».
В XVIII веке монастырь неоднократно горел в пожарах (в 1742, 1749, 1757 и 1797 годах). Пожары и последующая реформа Екатерины II 1764 года негативно сказались на развитии монастыря, число братии значительно сократилось (тогда как согласно данным «жития» основателя, в монастыре было до 100 человек братии).

### XIX век
В 1815 году храм Николы Ратного был перестроен по проекту губернского архитектора А. Шмидта. В 1820 году при храме устроен придел во имя святого Иоанна Лествичника. С 1842 года в монастыре временно находилась Казанская духовная академия.
В 1858 году за ветхостью была разобрана каменная колокольня (самая первая была деревянной), находившаяся к северо-западу от собора на северной галерее, соединявшейся с игуменским домом и в 1858—1860 годах отстроена новая четырёхъярусная колокольня над Святыми вратами Варваринской церкви. На втором ярусе помещались колокола, на третьем были установлены боевые часы. Место, где стояла колокольня, проектом реконструкции предполагалось отметить цветом брусчатки. В 1892 году к Братскому корпусу пристроена галерея.
В 1898 году настоятелем монастыря и по совместительству ректором Казанской Духовной академии (по установившемуся в XIX веке обычаю) был выдающийся церковный деятель Антоний Храповицкий, будущий первоиерарх Русской Православной Церкви за границей.
Наиболее древними и чтимыми в монастыре иконами были: запрестольная выносная икона Тихвинской Богородицы в басменном окладе, с чеканными венцами и дробницами, украшенная привесами с драгоценными камнями и жемчугом, на оборотной стороне иконы были изображены свв. Гурий и Варсонофий казанские. В монастыре также почитались иконы Николы Ратного и Преображения. В ризнице монастыря хранились монастырский устав, первая часть которого была собственноручно написана святым Варсонофием, деревянный, оправленный внизу «узорчатым железом» (по видимости басмой) жезл святителя, шитая золотом плащаница XVI века, шитый сударь (вклад главного казанского воеводы князя Григория Алексеевича Булгакова в память о родителях) и другие реликвии.

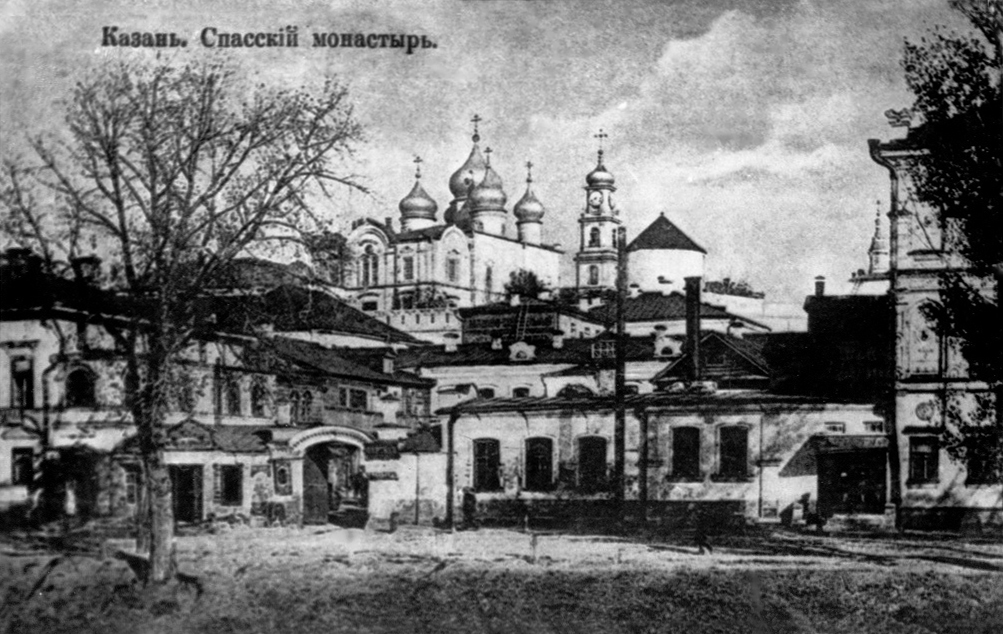
Вид с запада, с Триумфальной (Тысячелетия) площади
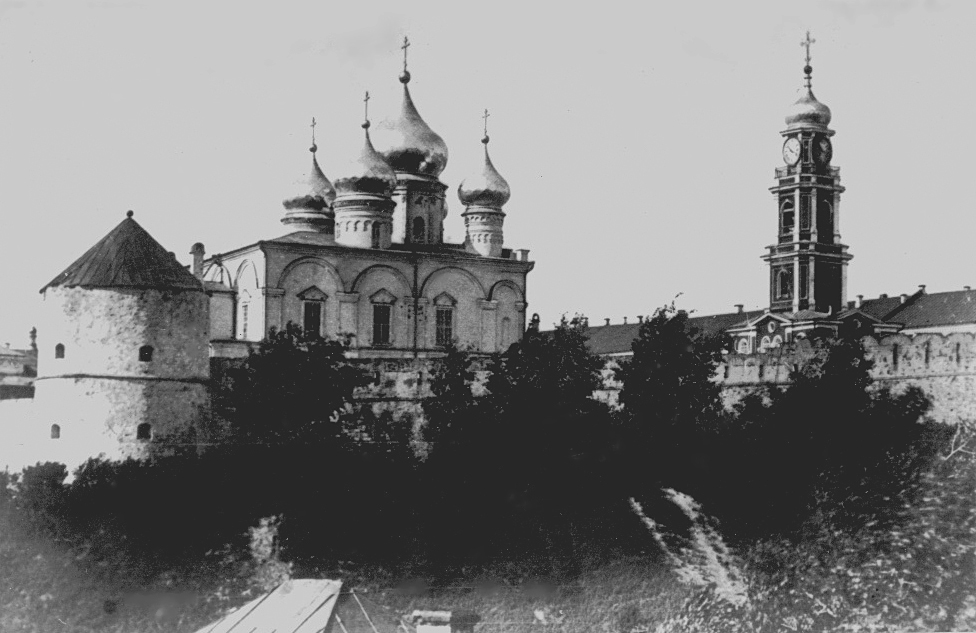
Вид с юго-запада
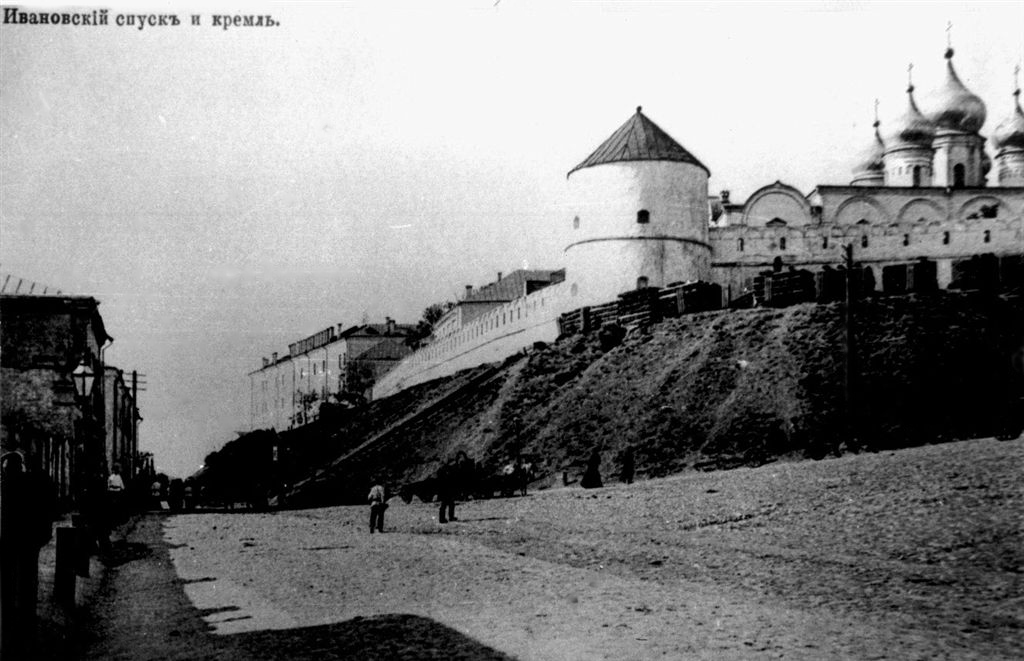
Вид с юга с ул. Проломной (Баумана)
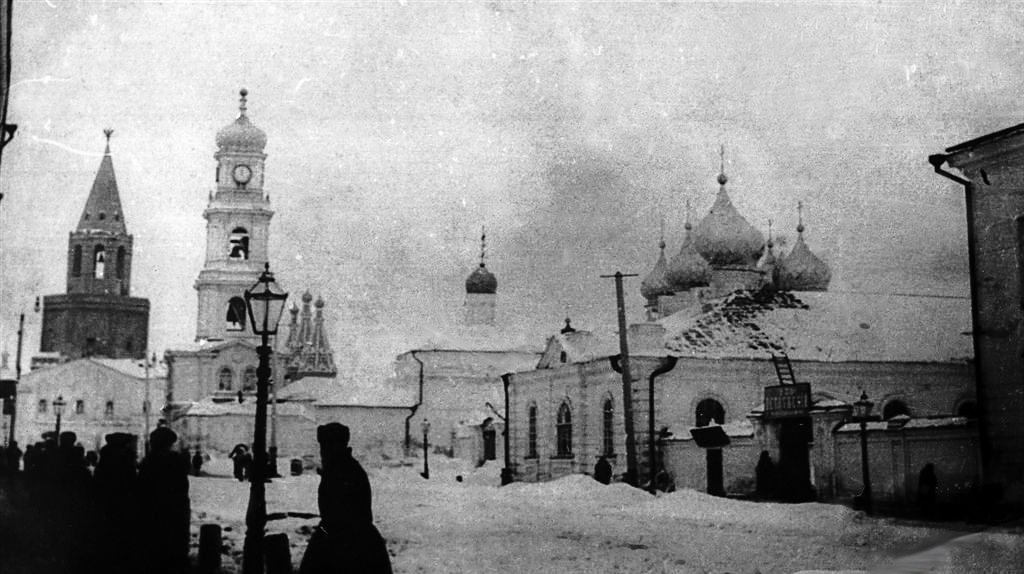
Вид на монастырский комплекс от манежа
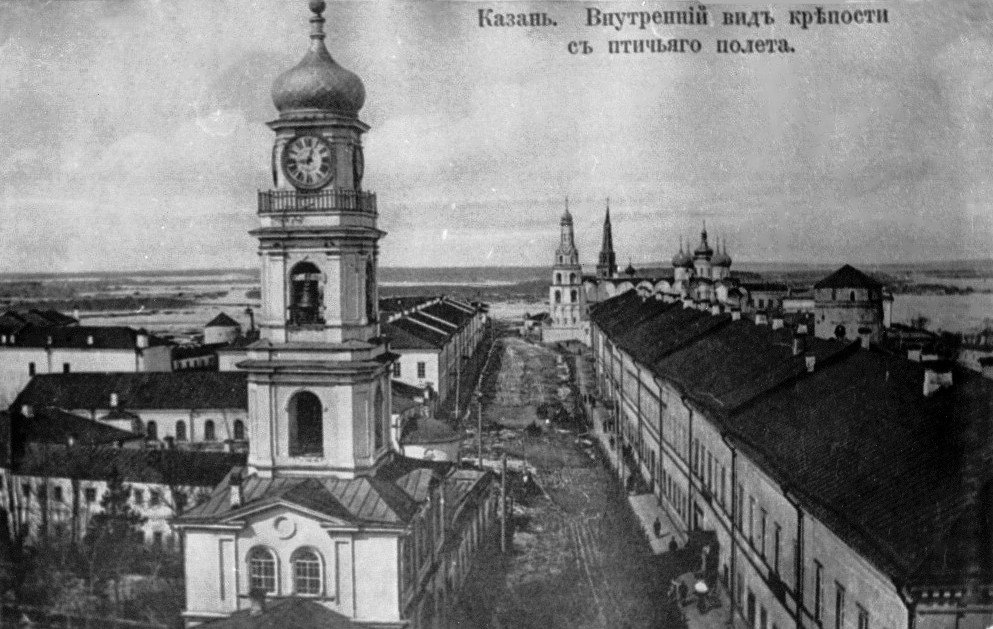
Слева монастырская колокольня XIX века

### XX век

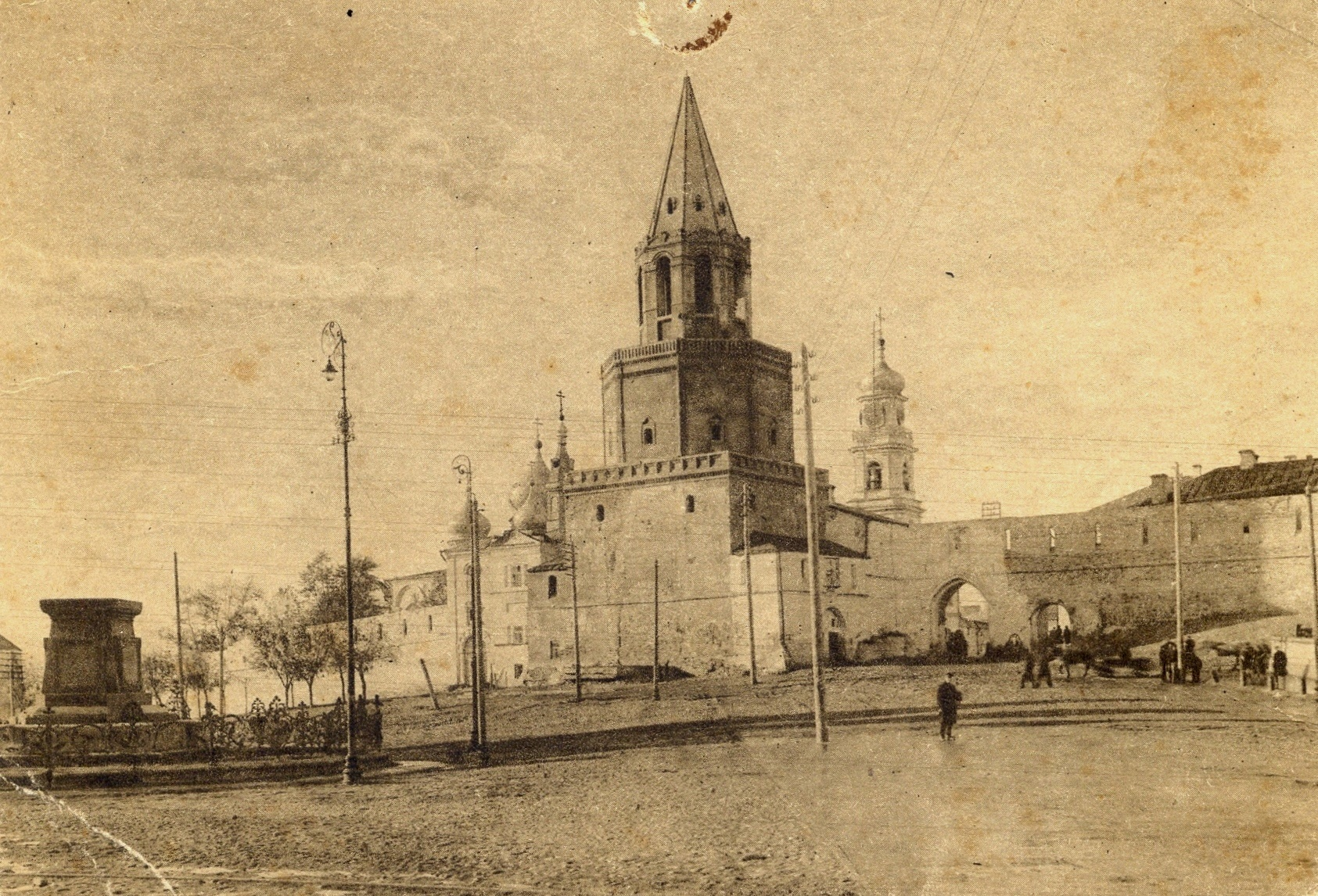
Вид на Спасскую башню и монастырский комплекс со стороны площади (1920-е годы)

В 1901 году с западной стороны выполнен пристрой на всю ширину Преображенского собора. В 1900-е годы в монастыре проходил послушание будущий камчатский миссионер митрополит Нестор (Анисимов).
После переворота 1917 года началось планомерное уничтожение кремлёвской обители. 20 сентября 1918 года во время совершения литургии в алтарь вошёл красный командир и объявил, что кремль закрывается для населения и объявляется военным городком, все гражданские учреждения и частные лица из кремля выселяются.
22 сентября были закрыты все кремлёвские храмы. Силами насельниц Казанского Богородицкого монастыря были вынесены: из кафедрального Благовещенского собора — рака с мощами святителя Гурия Казанского, из Преображенского собора — рака с мощами святителя Варсонофия и другие святыни.
В советское время на территории разместили воинскую часть. Надгробия монастырского некрополя — уничтожены, монастырский собор взорван. Была также снесена приписанная к монастырю церковь Святых Киприана и Иустинии. Сохранились фундаменты некоторых строений, здания братского корпуса. Под слоем щебня сохранился подвальный этаж Спасо-Преображенского собора и его «пещерка».
Во время археологических раскопок 1995 года были вновь обретены мощи Ионы и Нектария Казанских, а также казанского митрополита Ефрема. Мощи самого основателя монастыря святителя Варсонофия после большевистского переворота 1917 года оказались в запасниках одного из городских музеев, дальнейшая их судьба неизвестна. В фондах Национального музея Республики Татарстан сохранились позолоченные серебряные детали раки святителя.

### В настоящее время
Территория монастыря находится в составе Государственного историко-архитектурного и художественного музея-заповедника «Казанский Кремль».
К настоящему моменту сохранился Братский корпус монастыря, цоколь Преображенского собора (храм взорван в 30-е годы XX века), реконструированный храм Николы Ратного, монастырская ограда и фундаменты некоторых других строений.
Коробовые и крестовые своды подклета Преображенского собора опираются на стены и четыре столба, подалтарная часть отделена стеной с проёмами от основного помещения. Стены и сводчатые перекрытия сложены из гладко отёсанного белого камня, блоки плотно пригнаны друг к другу. Кроме того, сохранилась сводчатая «пещерка» за алтарём собора.
Также сохранился белокаменный подклет XVI века храма Николы Ратного со сводчатым одностолпным помещением под трапезной и коробовым сводом под храмом. Западная стена церкви опирается на боевой ход прясла между Юго-Западной и Преображенской башнями. Сохранились декоративные полукруглые сандрики XIX в. с изображением креста на окнах фасада второго яруса.
Отреставрировано двухэтажное кирпичное Г-образное в плане здание Братского корпуса. Крытая кирпичная галерея объединяет ряд сводчатых помещений келий. С западной стороны к зданию примыкает трёхэтажный казначейский дом с частью древней монастырской ограды. Арочные окна украшены наличниками, фасад здания — декоративными поясами и карнизами.
В 2006 году архиепископ Анастасий освятил на Арском кладбище, возле церкви Ярославских чудотворцев, часовню во имя Всемилостивого Спаса, куда была перенесена небольшая часть захоронений некрополей Спасо-Преображенского и Троицкого монастырей, найденные в ходе археологических работ и реконструкции Казанского кремля.

98

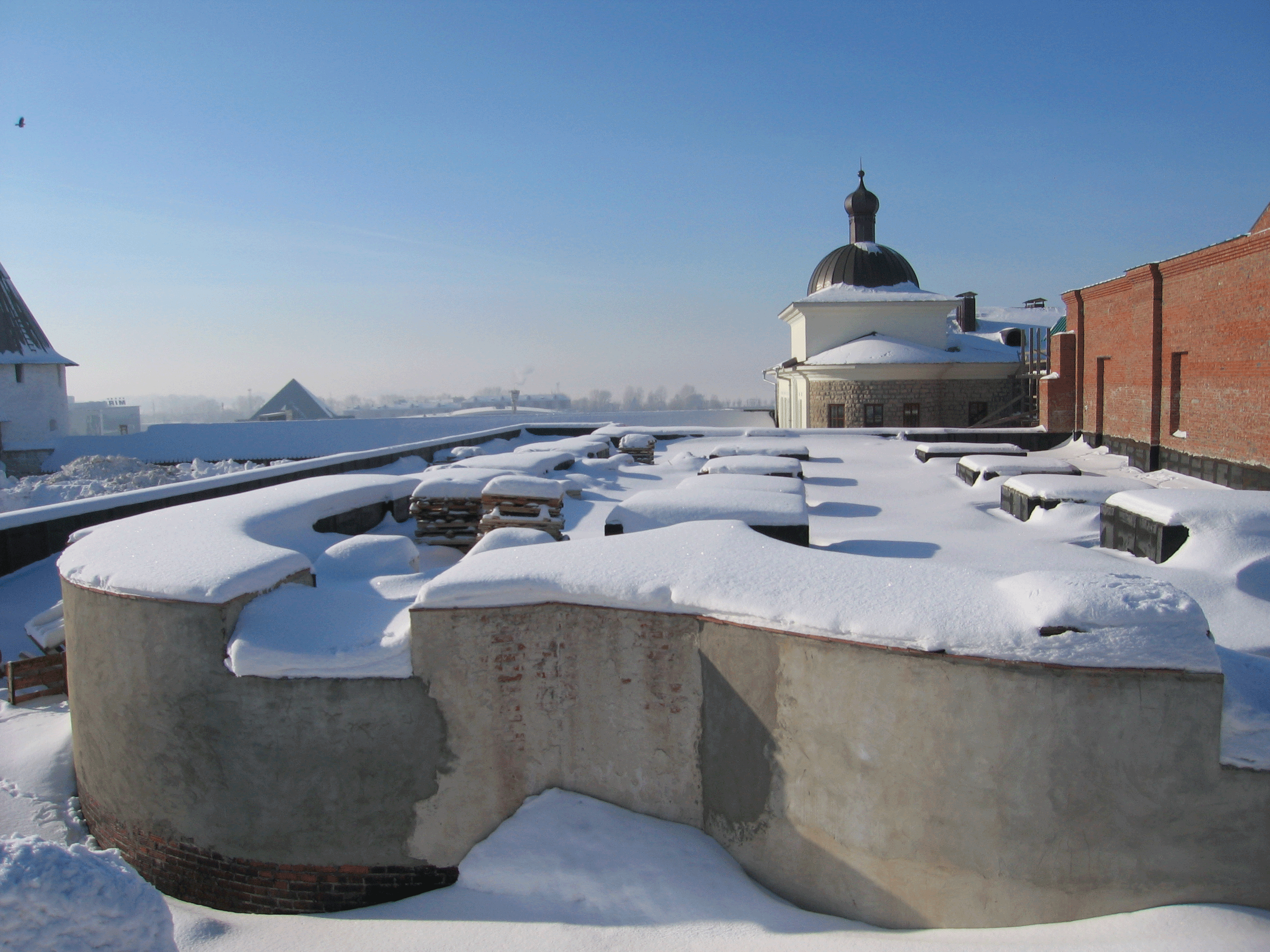
Реконструированная Никольская церковь и алтарные апсиды подклета Преображенского собора (на первом плане)
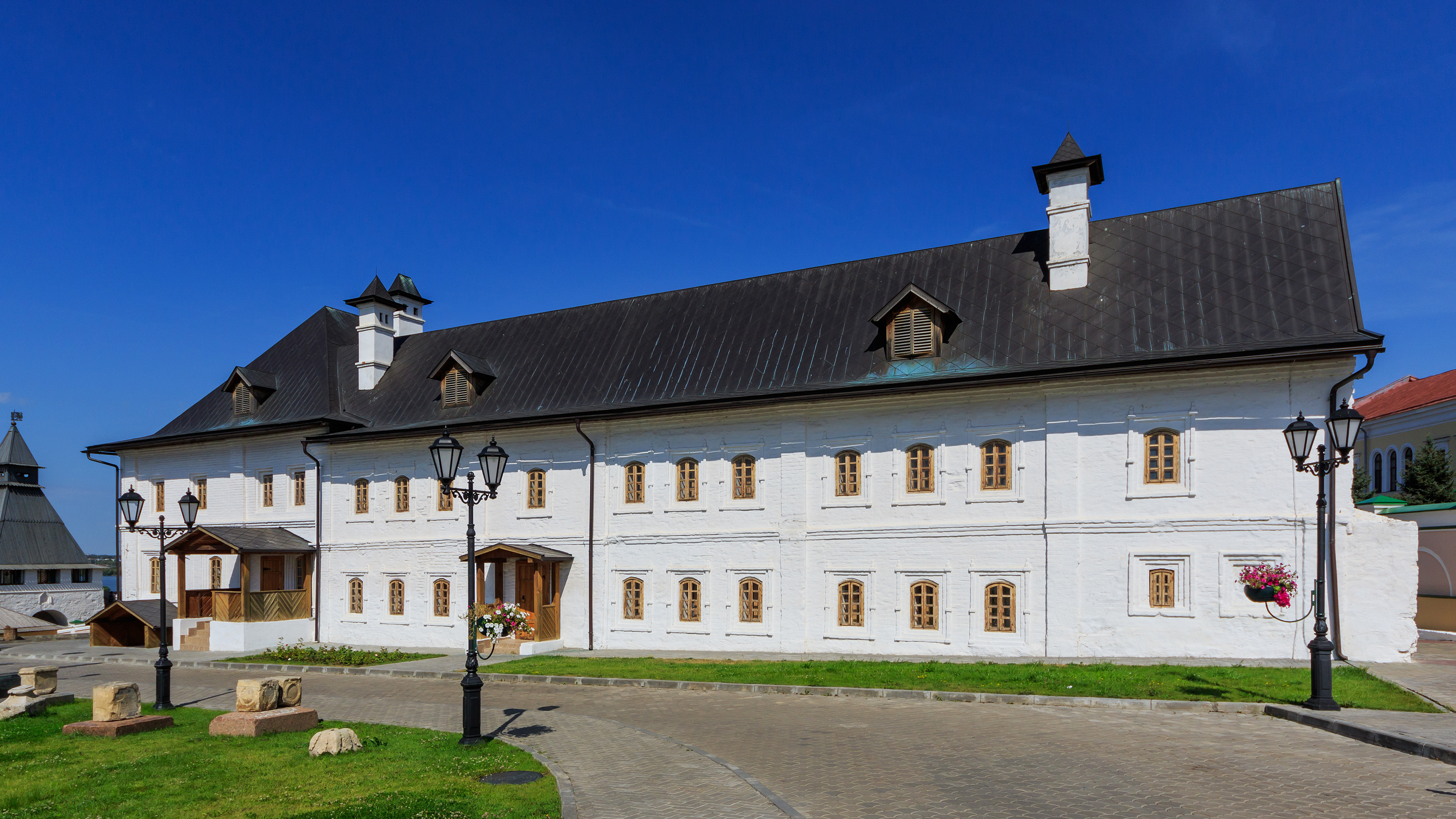
Братский корпус
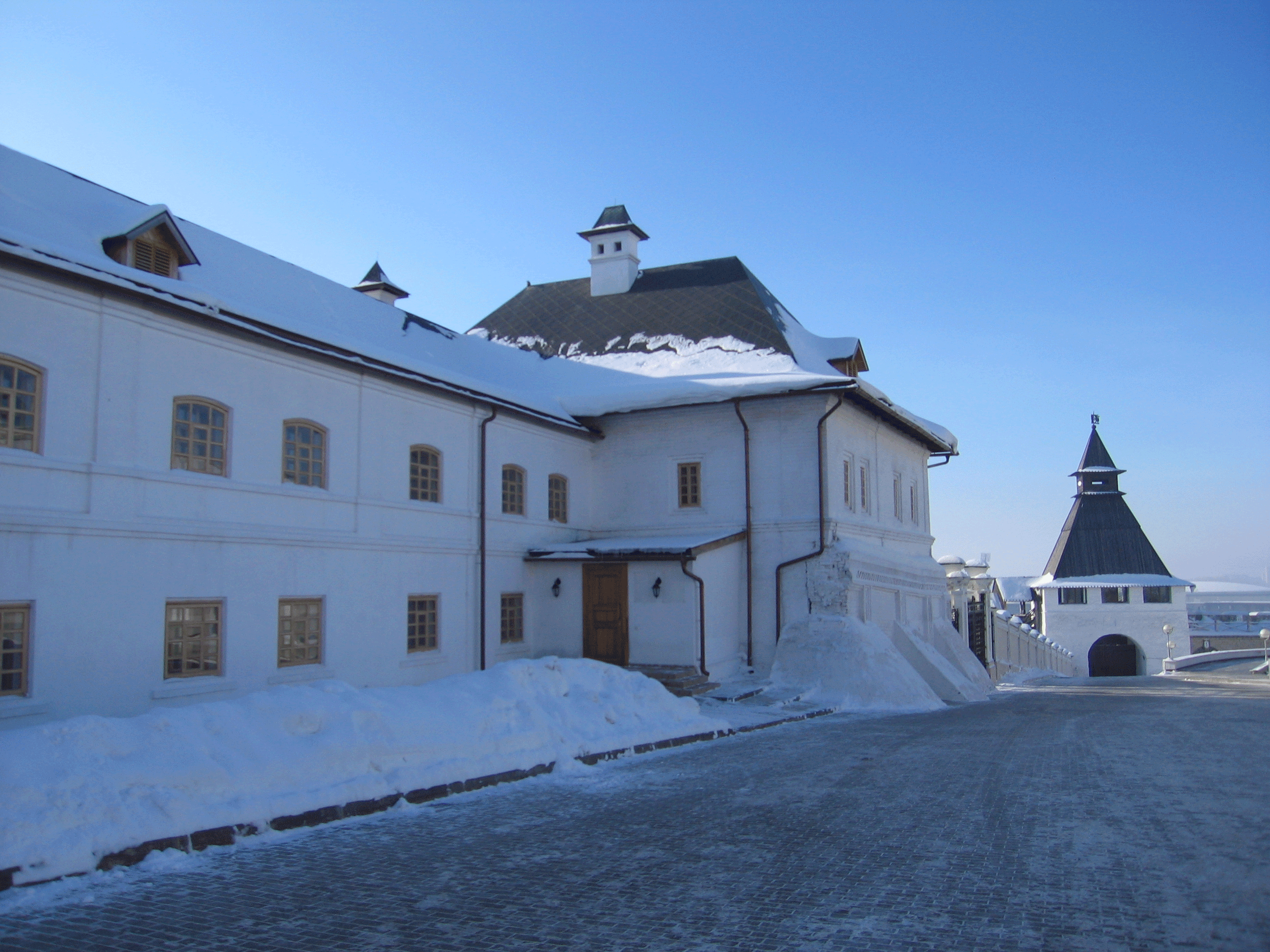
Братский корпус и дом казначея
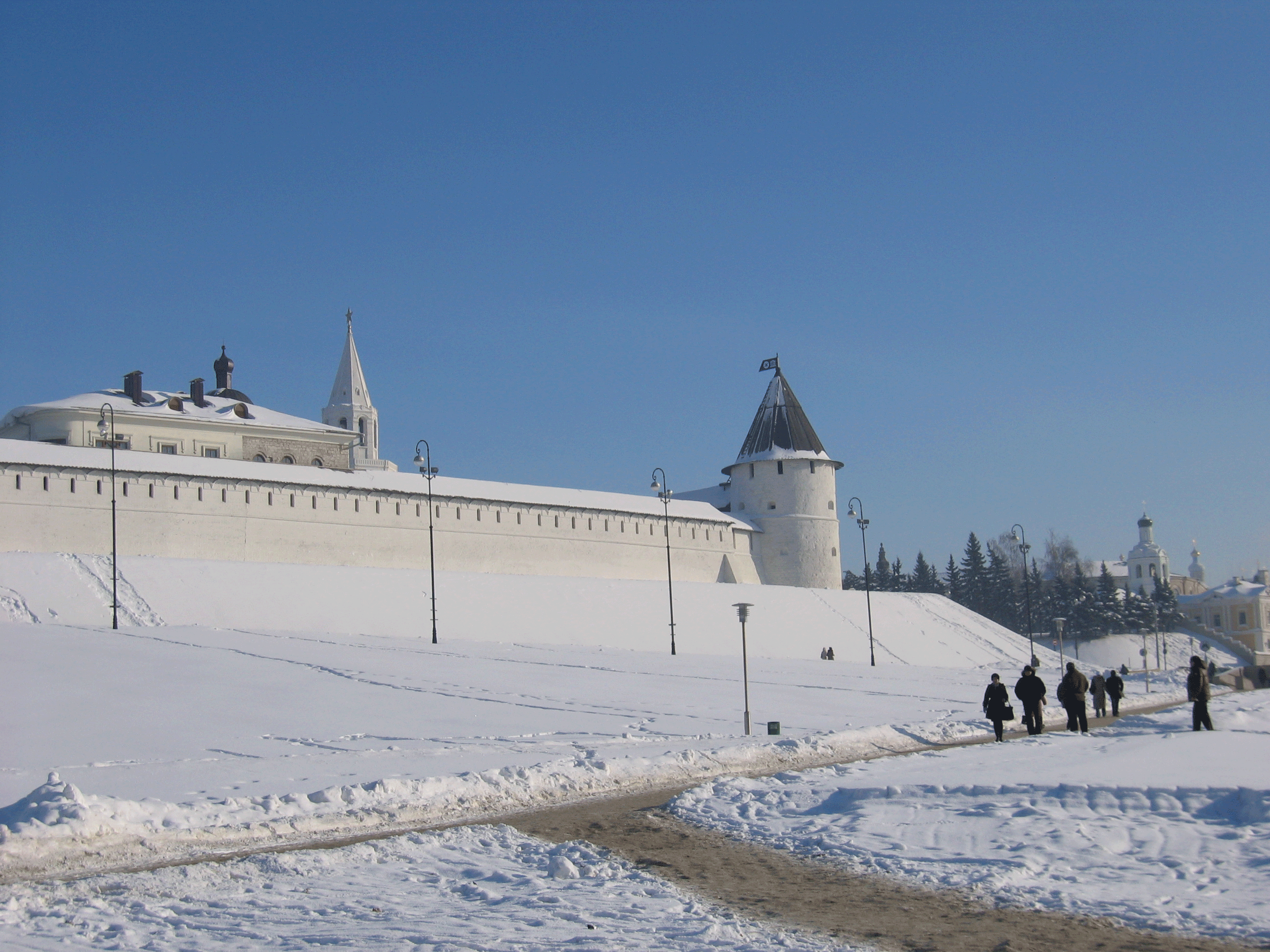
Вид на кремль и здания монастыря с площади Тысячелетия (быв. Триумфальной)

## Монастырский некрополь

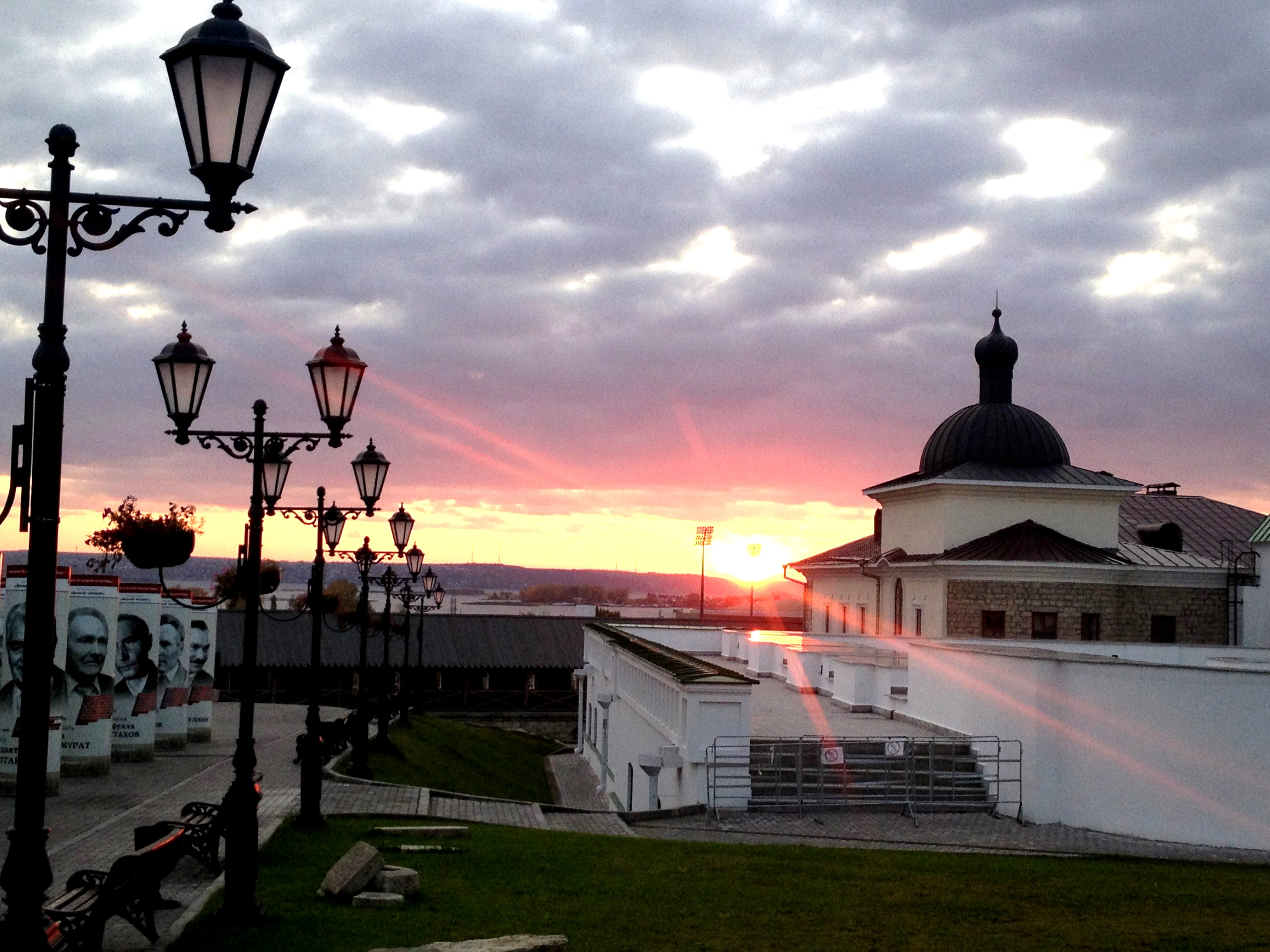
Территория бывшего монастырского некрополя (2014 год)

Первым на погосте Спасо-Преображенского монастыря считается захоронение первого казанского архиепископа Гурия.
В советское время на территории разместили воинскую часть, все захоронения монастырского некрополя утрачены.

### Известные захоронения
- Василий Фёдорович Люткин (до 1682 — после 1711)[11] — русский государственный деятель конца XVII века, стольник, затем бригадир.
- Матвей Фролович Болдырев (1839—1903) — профессор ларингоскопии Казанского университета.
- Константин Васильевич Ворошилов (1842—1899) — профессор физиологии и ректор Казанского Университета
- Василий Маркович Флоринский (1834—1899) — русский врач, писатель, археолог, один из инициаторов открытия Сибирского университета в Томске, Почётный гражданин Томска.
- Пётр Васильевич Знаменский (1836—1917) — историк Русской церкви, член Совета и товарищ (заместитель) председателя Совета Казанского отдела «Русского Собрания»
- Константин Романович Семякин (1802—1867) — генерал от инфантерии, герой обороны Севастополя во время Крымской войны.
- Павел Николаевич Шатилов (1822—1887) — русский генерал, участник покорения Кавказа и русско-турецкой войны 1877—1878 годов.
- Пётр Дмитриевич Шестаков (1826—1889) — русский педагог, учёный и общественный деятель, в 1865—1883 попечитель Казанского учебного округа.

## Архимандриты и настоятели монастыря в начале XX века
Настоятели:
- до 13 сентября 1907 г. — епископ Чистопольский Алексий (А. Я. Дородницын);
- с 13 сентября 1907 г. (первоначально — управляющий, на правах настоятеля) по 4 августа 1911 г. — епископ Мамадышский Андрей (князь А. А. Ухтомский);
- с 4 августа 1911 г. (первоначально — исполняющий обязанности настоятеля) по 20 мая 1912 г. — архимандрит Варсонофий (В. М. Лебедев);
- с 21 мая 1912 г. по 11 июля 1912 г. (временно заведующий монастырём) — иеромонах Гурий (А. И. Степанов);
- с 11 июля 1912 г. (первоначально — исполняющий обязанности настоятеля; 17 апреля 1915 г. утверждён в должности) — иеромонах Иоасаф (И. И. Удалов).

Архимандриты:
- с 6 августа 1899 г. по 3 октября 1907 г. — Андрей (князь А. А. Ухтомский);
- с 1907 г. по 20 мая 1912 г. — Варсонофий (В. М. Лебедев);
- с 1915 г. — Иоасаф (И. И. Удалов).